# FK Jindřichův Hradec 1910
FK Jindřichův Hradec 1910 je fotbalový klub z Jindřichova Hradce, hrající Divizi A. Vznikl v roce 1910, tehdy ještě jako sportovní kolektiv. Domácí utkání odehrává na fotbalovém hřišti Vajgar. 

## Historie
Fotbal se ve městě začal hrát před 1. světovou válkou. Tehdy proti sobě hráli místní studenti s vojáky. Vůbec první takovýto zápas se uskutečnil v roce 1908. Zápas se ale nakonec nedohrál. K oficiálnímu založení klubu došlo v roce 1910 pod názvem Sportovní kolektiv Jindřichův Hradec. Ve válce padla spousta místních mužů, a tak se do čela výboru dostal místní hoteliér Holub, s cílem klub zachránit. První poválečný zápas však jindřichohradečtí odehráli v Třeboni. 
V sezoně 1920 a 1921 byl klub označován za nejlepší v kraji, avšak kvůli neshodám ve vedení byla činnost klubu v roce 1928 pozastavena. K obnovení došlo v roce 1931. Na jaře 1938 musela narukovat do války převážná většina mužů, a proto byl chod klubu znovu v potížích. Jediný zápas odehrál o čtyři roky později. Po osvobození republiky v roce 1945 odehráli hráči zápas s Rudou armádou. V roce 1958 došlo k přejmenování a sloučení čtyř oddílů. Následující roky patřily pro klub, již přejmenovaný jako Slovan, k těm nejhorším. Oddíl se pohyboval mezi okresními a krajskými místy.
Poprvé se tým probojoval do divize v roce 1994, kvůli financím ji odehrál pouze rok. V roce 2009 se klub odtrhnul od Slovanu a byl přejmenován na FK Jindřichův Hradec 1910. Do divize se klub vrátil v roce 2013.

## Umístění v jednotlivých sezonách
| Česko (2012 – současnost) |                          |           |
| Sezóna                    | Liga                     | Pozice    |
| 2012/13                   | Přebor Jihočeského kraje | 14. místo |
| 2013/14                   | Divize A                 | 15. místo |
| 2014/15                   | Přebor Jihočeského kraje | 1. místo  |
| 2015/16                   | Divize A                 | 15. místo |
| 2016/17                   | Přebor Jihočeského kraje | 6. místo  |
| 2017/18                   | Přebor Jihočeského kraje | 2. místo  |
| 2018/19                   | Divize A                 | 15. místo |
| ** 2019/20                | Divize A                 | 15. místo |
| ** 2020/21                | Divize A                 | 5. místo  |
| 2021/22                   | Divize A                 | 14. místo |
| 2022/23                   | Přebor Jihočeského kraje | 1. místo  |
| 2023/24                   | Divize A                 | 10. místo |
| 2024/25                   | Divize A                 | 15. místo |

Poznámky:
**= sezona předčasně ukončena z důvodu pandemie covidu-19